# 蠍団爆発!! スコーピオンズ・ライヴ
『蠍団爆発!! スコーピオンズ・ライヴ』 (Tokyo Tapes) は、ドイツのハードロックバンド スコーピオンズのライブ・アルバム。1978年中野サンプラザにて行われた初来日公演の模様を収録。バンドにとって初のライブアルバムである。1978年発表。

## トラックリスト
1. オール・ナイト・ロング - All Night Long (3:44)
  - Uli Jon Roth, Klaus Meine
2. 幻の肖像 - Pictured Life (3:12)
  - Rudolf Schenker, Meine, Roth
3. バックステージ・クイーン - Backstage Queen (3:44)
  - R. Schenker, Meine
4. 暗黒の極限 - Polar Nights (6:43)
  - Roth
5. イン・トランス - In Trance (5:25)
  - R. Schenker, Meine
6. 空を燃やせ - We'll Burn The Sky (8:07)
  - R. Schenker, Monika Dannemann
7. サスペンダー・ラヴ - Suspender Love (3:38)
  - R. Schenker, Meine
8. 安息を求めて - In Search Of The Peace Of Mind (3:02)
  - R. Schenker, Michael Schenker, Meine, Lothar Heimberg, Wolfgang Dziony
9. フライ・トゥ・ザ・レインボウ - Fly To The Rainbow (9:39)
  - M. Schenker, Roth
10. 暴虐のハード・ロッカー - He's A Woman, She's A Man (5:22)
  - R. Schenker, Meine, Herman Rarebell
11. スピーディズ・カミング - Speedy's Coming (3:40)
  - R. Schenker, Meine
12. トップ・オブ・ザ・ビル - Top Of The Bill (6:45)
  - R. Schenker, Meine
13. ハウンド・ドッグ - Hound Dog (1:14)
  - Jerry Leiber, Mike Stoller
14. のっぽのサリー - Long Tall Sally (2:50)
  - Enotris Johnson, Robert "Bumps" Blackwell, Richard Penniman
15. スティームロック・フィーヴァー - Steamrock Fever (3:41)
  - R. Schenker, Meine
16. ダーク・レディ - Dark Lady (4:18)
  - Roth
17. 荒城の月 - Kōjō no Tsuki (3:35)
  - 瀧 廉太郎、土井晩翠
18. ロボット・マン - Robot Man (5:47)
  - R. Schenker, Meine

2015年デラックス・エディションボーナストラック
19. ヘル・キャット - Hell Cat (9:47)
  - Roth
20. キャッチ・ユア・トレイン - Catch Your Train (3:52)
  - R. Schenker, Meine
21. 君が代 - Kimi ga yo
  - 林 廣守、奥 好義、Franz Eckert
22. 暗黒の極限 - Polar Nights (7:32)
  - Roth
23. 暴虐のハード・ロッカー - He's A Woman, She's A Man (6:06)
  - R. Schenker, Meine, Rarebell
24. トップ・オブ・ザ・ビル - Top Of The Bill (10:48)
  - R. Schenker, Meine
25. ロボット・マン - Robot Man (6:49)
  - R. Schenker, Meine

Tr.21～24は1978年4月24日の公演より、Tr.19, 20, 25は1978年4月27日の公演より収録。
本作の2001年リマスター盤(TOCP-53203)は、「暗黒の極限 (Polar Nights)」が未収録となっている。（「暴虐の蠍団 テイクン・バイ・フォース」2001年リマスター盤(TOCP-53202)のボーナストラックとして収録された。）

## 参加ミュージシャン
- クラウス・マイネ - リードボーカル
- ウリ・ジョン・ロート - ギター、リードボーカル
- ルドルフ・シェンカー - ギター
- フランシス・ブッフホルツ - ベース、バックボーカル
- ハーマン・ラレベル - ドラムス、パーカッション

スタッフ
- ディーター・ダークス - プロデュース
- 吉田 保 - エンジニア